# Nicolas Frize
Pour les articles homonymes, voir Frize.
Vous pouvez aider à l'améliorer ou bien discuter des problèmes sur sa page de discussion.
- Il ne cite pas suffisamment ses sources. Vous pouvez indiquer les passages à sourcer avec {{référence nécessaire}} ou {{Référence souhaitée}}, et inclure les références utiles en les liant aux notes de bas de page. (Marqué depuis août 2018)
- Certaines informations devraient être mieux reliées aux sources mentionnées dans la bibliographie ou les liens externes. Améliorez sa vérifiabilité en les associant par des références. (Marqué depuis mars 2022)
- Son texte doit être wikifié : il ne correspond pas à la mise en forme Wikipédia (style, typographie, liens internes, liens entre les wikis, etc.). (Marqué depuis juillet 2021)

- Archive Wikiwix
- Bing
- Cairn
- DuckDuckGo
- E. Universalis
- Gallica
- Google
- G. Books
- G. News
- G. Scholar
- Persée
- Qwant
- (zh) Baidu
- (ru) Yandex
- (wd) trouver des œuvres sur Wikidata

Nicolas Frize, né le 7 décembre 1950 à Briançon, est un compositeur de musique contemporaine français.
Ses activités musicales l’ont amené au cours des années à s’intéresser de façon particulière à l’environnement sonore urbain, à l’éveil à l’écoute et à l’audition, au monde du travail – sous toutes ses formes, à l’univers carcéral, à l’enfance...
Son œuvre se compose de partitions principalement destinées au concert, qu’il donne tant en France qu’à l’étranger et a travaillé entre autres dans les villes de New York, Montréal, Tokyo, Kyoto, Brème, Pècs, Norwich, Casablanca, Alger ou encore La Havane.
Ses partitions sont la plupart du temps conçues à l’issue de résidences prolongées : il y travaille les lieux, les objets sonores, les interprètes, l’Histoire, les usages...
Il crée en 1975 l’association Les Musiques de la Boulangère, implantée à Saint-Denis, structure culturelle de production, de création et de formation.
Il signe par ailleurs plusieurs partitions de musiques appliquées, pour la danse avec Jacques Patarozzi, Bouvier Obadia, Andy de Groat, Quentin Rouillier, Stéphanie Aubin, Julie Desprairies, ainsi que pour le cinéma chez Haroun Tazieff, Pierre Clémenti, Raoul Ruiz, Françoise Romand ou encore Robert Doisneau.
Il compose également pour le théâtre, pour des expositions, pour la photographie et pour nombre d’installations (expositions universelles, la Francophonie pour le passage en l’an 2000…), d’évènements (accueil de la flamme olympique à Paris, bicentenaire de la Révolution Française, 50ème anniversaire du Ministère de la Culture…) et inaugurations (pavillon français de l’Exposition universelle de Lisbonne, Orgues de Saint-Pierre de Chaillot…).

## Biographie
Il suit des études supérieures de piano, de chant et de direction chorale, avant d’entrer en 1974 au Conservatoire national supérieur de Paris dans la classe de composition créée par le Groupe de Recherches Musicales de l’Ina (GRM) sous l’enseignement de Pierre Schaeffer.
Il est assistant de John Cage à New York durant 8 mois dans le cadre de la Bourse Villa Médicis - Hors les murs, 1978.
En 1995, il reçoit le Grand Prix de l’Innovation Culturelle du ministère de la Culture puis la médaille de la SACEM.
Il recevra également la médaille pénitentiaire – Bronze – Argent et celle de la ville de Saint-Denis.

## Distinctions
- Chevalier de la Légion d'honneur (2015)[2]
- Chevalier de l'ordre national du Mérite (1998)[3]
- Commandeur de l'ordre des Arts et des Lettres (2023)[4]
  - Officier en 2010[5]

## Œuvre

### Compositions
Parmi ses quelque 200 créations, citons :
- Concert de Pierres, Grand Auditorium du Musée d'Art Moderne de la ville de Paris et au Festival d’Avignon (Chartreuse de Villeneuve-lez-Avignon), pour instrumentarium minéral géant
- Rêves de hotte, Théâtre des Champs-Élysées, Studio 104 de la Maison de Radio-France (XXe anniversaire), et Maisons de la Culture d'Aulnay et de Corbeil. Pour 20 instrumentistes, et un orchestre de 750 jouets d'enfants.
- Composition française, Basilique de Saint-Denis (Festival de Saint-Denis), pour orchestre, 4 chanteurs solistes et 2 très grands chœurs
- Sons d'Essaim, Église Saint-Patrick de Montréal (Québec), invitation de la Faculté de Musique de l'Université et le Consulat de France de Montréal, pour chœur et instruments
- Concert de Baisers, 1983, Cour du Palais-Royal à Paris, pour grand ensemble
- Paroles de Voitures, Usines Renault de Boulogne-Billancourt, Commande du comité d'entreprise, des ministères de la Culture et de l'Environnement
  - Constitution d'une mémoire sonore de 900 enregistrements des ateliers de l'usine
  - Création pour trois chœurs (travail vocal avec une centaine d'ouvriers) et bandes (réalisées en studio à partir des bruits de l'entreprise). Atelier des anciennes forges / site de Billancourt.
- La Voix des Gens - chroniques musicales no 1 à 7, pour divers chanteurs et bandes magnétiques
- Le chant de la chair, Création à Tokyo, Kyoto, Cienfuegos, Marseille, Paris, Pècs, Chateauvallon… pour 2 percussionnistes solistes et grand ensemble, 1995 à 2017
- Un instant, Création inaugurale du nouvel Orgue de l'Église Saint-Pierre de Chaillot (facteur Daniel Birouste), commandée par la Direction des Affaires Culturelles de la Ville de Paris, pour grandes orgues, soprano et chœur
- Du plus profond / Desde lo mas hondo, La Havane à Cuba puis Saint-Denis, Clichy-sous-Bois et Drancy : partition en neuf segments pour ensemble à 32 voix, solistes, chœur d’enfants, chœur d’adulte, ensemble de cuivres, de percussions, orchestra, objets sonores et bandes magnétiques. Réalisé avec 300 interprètes cubains puis 300 interprètes français.
- êtres, Villepinte, Villeneuve-la-Garenne, Fontenay-sous-Bois, les Lilas, Saint-Ouen et Saint-Denis, pour orchestre, solistes et chœur
- Desseins, Îlot Cygne à Saint-Denis, pour grands ensembles instrumentaux et vocaux, avec l’association de danseurs, de dessinateurs, d’étudiants paysagistes… (clôture du Festival de Saint-Denis et 30e anniversaire de l’Archéologie de Saint-Denis).
- Auguste s’envole, Châteauvallon puis Usine Babcock à La Courneuve (clôture du Festival d’Ile-de-France). Pièce en quatre partitions et quatre lieux distincts, pour plusieurs formations, solistes, foule silencieuse, objets sonores, bandes…
- Poussières d’étoiles, Cité des Sciences et de l’Industrie de La Villette. Pièce en quatre actes pour sons électroniques, bandes électroacoustiques, ensembles vocaux et ensemble instrumental (création musicale pour un spectacle nocturne permanent réalisé par Philippe Corbin et Stéphane Vérité, en collaboration avec Hubert Reeves)
- Dehors au dedans, Gennevilliers, à la MPAA de Paris, Théâtre Gérard-Philipe de Saint-Denis, pour l’ensemble Ars Nova (Philippe Nahon) (avec projections muettes)
- Shi Tchué, Scène nationale d’Orléans, Serres d’Auteuil, Pavillon de Musique de la Maison d’éducation de la Légion d’honneur de Saint-Denis, pour cinq « siffleurs » chinois et traitements informatiques en temps réel inspirée par la rencontre des minorités Buyis en Chine, pratiquant un chant sifflé.
- Patiemment, Hôpital Delafontaine de Saint-Denis, pour solistes chanteurs, instrumentistes et chœur
- Je ne sais pas, Espace Lumière d’Epinay sur Seine, pour orchestre, 4 chanteurs solistes, grand chœur, personnages bande magnétique avec projections géantes de sous-titres poétiques autour de la traduction, la participation du chorégraphe Jean Guizerix et des peintres Joëlle Girard, Jean-Pascal Février et Stéphanie Gaillard.
- Soufflé, Immeuble à Saint-Denis - concert dans les cinq étages, Programme de 76 œuvres musicales regroupant le répertoire de 43 compositeurs, comportant 27 commandes inédites passées à six compositeurs contemporains. L’ensemble de ces œuvres est donné dans 23 salles de concert réparties sur les cinq étages d’un immeuble de 5 000 m2.
- Peut-être, ça va… arriver ! Saint-Denis, La Courneuve et Stains, pour voix solistes et instruments
- Je t'aime, je meurs, Pavillon de Musique de la Maison d’éducation de la Légion d’honneur de Saint-Denis (Festival de Saint-Denis - centenaire de la naissance de Paul Eluard à Saint-Denis.), pour baryton (François Le Roux) et piano (Noël Lee)
- Concert de Bébés 2e, Maison de la culture de Rennes, (Festival Art-7), pour 6 musiciens enfants, et un instrumentarium d'objets sonores originaux, bandes.
- Langages d’un jour, MacVal (5ème anniversaire) – Concert itinérant dans 3 grandes salles du muse, pièces pour écritures, violon, violoncelle , projections et grand ensemble vocal
- la – concert de porcelaine, Manufacture de Sèvres, École Nationale Supérieure des Beaux-Arts de Paris – Galerie des Études (grande verrière), pour grand instrumentarium de porcelaine, hautbois et violoncelle, 2012
- Intimité, Usine Peugeot-Citroën de Saint-Ouen, pour orchestre, octuor vocal, chœur et pièces, 2014
- Silencieusement, Archives nationales – site de Pierrefitte, pour instruments, octuor vocal et chœur, 2015
- Rhizome, Commande artistique dans le cadre du 1% artistique, pour la construction confiée à l’architecte Renzo Piano, de l’Université Jules-Verne dans la citadelle d’Amiens…, 2016

### Collaborations
- Membre de la Ligue des Droits de l’Homme et co-responsable du Groupe de Travail « Prisons et Privation de liberté », 2000 à 2017
- Membre du Conseil Scientifique du Collège International de Philosophie, 2016 à 2018
- Commissaire de Nuit Blanche à Paris, 2004
- Chargé d’une mission de trois ans, avec Marie-Pierre Bouchaudy, par la communauté d’agglomération Plaine Commune, pour mettre en place la Mission Nuage, réseau et démarche sur la dimension culturelle du développement urbain (CDT du Grand Paris), 2013 à 2015
- Depuis ses débuts, il produit un certain nombre de travaux théoriques, et participe à des initiatives menées par diverses structures et institutions, qui accompagnent son travail artistique : des textes, des conférences, des colloques, des ateliers de réflexion, des formations pour différents publics (lycéens, étudiants, régisseurs son…).

### Publications
- Nicolas Frize, Lyse Harrinck, Étude des références culturelles du bruit et de l’audition, Paris, Le plan Urbain, 2003
- Nicolas Frize, Le sens de la peine – État de l’idéologie carcérale, Paris, Éditions Lignes-Léo Scheer, 2004 (Préface de Madeleine Rebérioux)
- Nicolas Frize, Écoute, écoute, Paris, ministère de l’Éducation Nationale, ministère de l’Environnement, ministère de la Culture et de la Communication, 2009
- Patrick Bellenchombre, Dominique Lhullier, Nicolas Frize, Rémi Camino, Le travail incarcéré : vue de prison, Paris, Éditions Syllepse, 2009
- Nicolas Frize, Dehors au dedans, Paris, Éditions Les Musiques de la boulangère, 2009
- Nicolas Frize, Intimité, Paris, Éditions de l’œil, 2014
- Nicolas Frize, Silencieusement, Paris, Éditions de l’œil, 2015
- Nicolas Frize, Patiemment, Paris, Éditions de l’œil, 2016
- Nicolas Frize, Coline Merlo, Nous sommes ici, Paris, Plaine Commune, 2016
- Nicolas Frize, La- concert de porcelaine, Paris, Éditions de l’œil, 2017

### Participations
- Paul Blanquart, L’oreille oubliée, cat. expo., Paris, Centre national d'art et de culture Georges-Pompidou (du 28 oct. 1982 au 3 janvier 1983, 1982), 1982
- Anne Chapoutot (sous la dir.), L’air de dehors : pratiques artistiques et culturelles en milieu pénitentiaire, Paris, Éditions du May, 1993
- Christophe Dejours (sous la dir.), Conjurer la violence : travail, violence et santé, Paris, Éditions Payot & Rivages, 2007
- Anne Gonon, Tout ouïe : la création musicale et sonore en espace public, Lavérune, Éditions l’Entretemps, 2016
- Ministère de la Culture, Grands Prix Nationaux, Paris, Ministère de la Culture, 1995
- Stephen McAdams, Lionel Collet, Louis Dandrel, Nicolas Frize, L’ouïe, Revue du Palais de la découverte, no 275, février 2000, p. 34-41
- Éric Tissier, Être compositeur, être compositrice en France au XXIe siècle, Paris, Éditions L’Harmattan, 2009
- Sarah Troche et Lambert Dousson, Politique de l’instant musical, Revue Geste, volume 5, 2008, p. 222-242
- Rencontre avec des citadins extraordinaires : douze expériences culturelles, artistiques et sociales en milieu urbain, Paris, Le Monde-Éditions, 1992
- Claude Willard (sous la dir.), La France ouvrière : des origines à 1920, Paris, Éditions Sociales, 1993

## Filmographie
Comme compositeur
- 1985 : Mix-Up ou Méli-mélo de Françoise Romand

- 1987 : Appelez-moi Madame de Françoise Romand
- 1989 : Derrière le mur de Raoul Ruiz
- 1994 : Passé-composé de Françoise Romand (TV)
- 1999 : Calino Maneige de Jean-Patrick Lebel

Comme sujet
- 2015 : C'est quoi ce travail ? de Luc Joulé et Sébastien Jousse